# Andorra i olympiska sommarspelen 1980
Andorra deltog i de olympiska sommarspelen 1980 med en trupp bestående av 2 deltagare. Ingen av landets deltagare erövrade någon medalj.
De deltog inte i den av USA ledda bojkotten mot spelen, men visade sitt stöd genom att tävla under den olympiska flaggan istället för den egna flaggan.